# Hjertetræ-familien
Hjertetræ-familien (Cercidiphyllaceae) er en familie inden for planteriget. Familien har kun én slægt.
| Slægter |

- Hjertetræ (Cercidiphyllum)